# USS LST-1070
O USS LST-1070 foi um navio de guerra norte-americano da classe LST que operou durante a Segunda Guerra Mundial.